# The Dictators
The Dictators — панк-рок-гурт, заснований у Нью-Йорку 1973-го року. Його вважають одним із найвпливовіших прото-панк-гуртів першої половини 1970-х років. Колектив The Dictators представлено в «панк-крилі» Зали слави рок-н-ролу (Клівленд, Огайо, США).

## Склад
- Енді Шерноф (Andy Shernoff) — бас-гітара, вокал
- Рос Фрідмен (Ross «The Boss» Friedman) — гітара
- Скот Кемпнер (Scott «Top Ten» Kempner) — ритм-гітара
- Стю Бой Кінг (Stu Boy King) — ударні

## Дискографія
- The Dictators Go Girl Crazy! (1975)
- Manifest Destiny (1977)
- Bloodbrothers (1978)
- Fuck 'Em If They Can't Take a Joke (ROIR, 1981)
- The Dictators Live, New York, New York (ROIR, 1998)
- D.F.F.D. (2001)
- Viva Dictators (2005)
- Every Day Is Saturday (2007)

### під назвою Manitoba's Wild Kingdom
- Mondo New York soundtrack (1988)
- …And You? (1990)